# Ludgerus-Schule Vechta
Die Ludgerus-Schule Vechta ist eine Oberschule in kirchlicher Trägerschaft in der niedersächsischen Kreisstadt Vechta.

## Geschichte
Die Ludgerus-Schule wurde 1975 gegründet und befindet sich in Trägerschaft der Schulstiftung St. Benedikt, die zum Bischöflich Münstersches Offizialat Vechta gehört. Im Jahr 1978 wurde der Förderverein „Verein der Eltern und Förderer der Ludgerus-Schule Vechta e.V.“ gegründet.
Die Ludgerus-Schule war früher eine Hauptschule mit Orientierungsstufe, nach Abschaffung der Orientierungsstufe wurde sie zur Oberschule. Im Jahr 2009 gab es in der Schule einen Großbrand im Bereich der Werkräume, das Gebäude wurde danach saniert und erweitert.

## Standort und Architektur
Der Landkreis Vechta hat das Schulgebäude 1975 gebaut und stellt es seitdem dem Schulträger unentgeltlich zur Verfügung. Es befindet sich am Lattweg in Vechta.

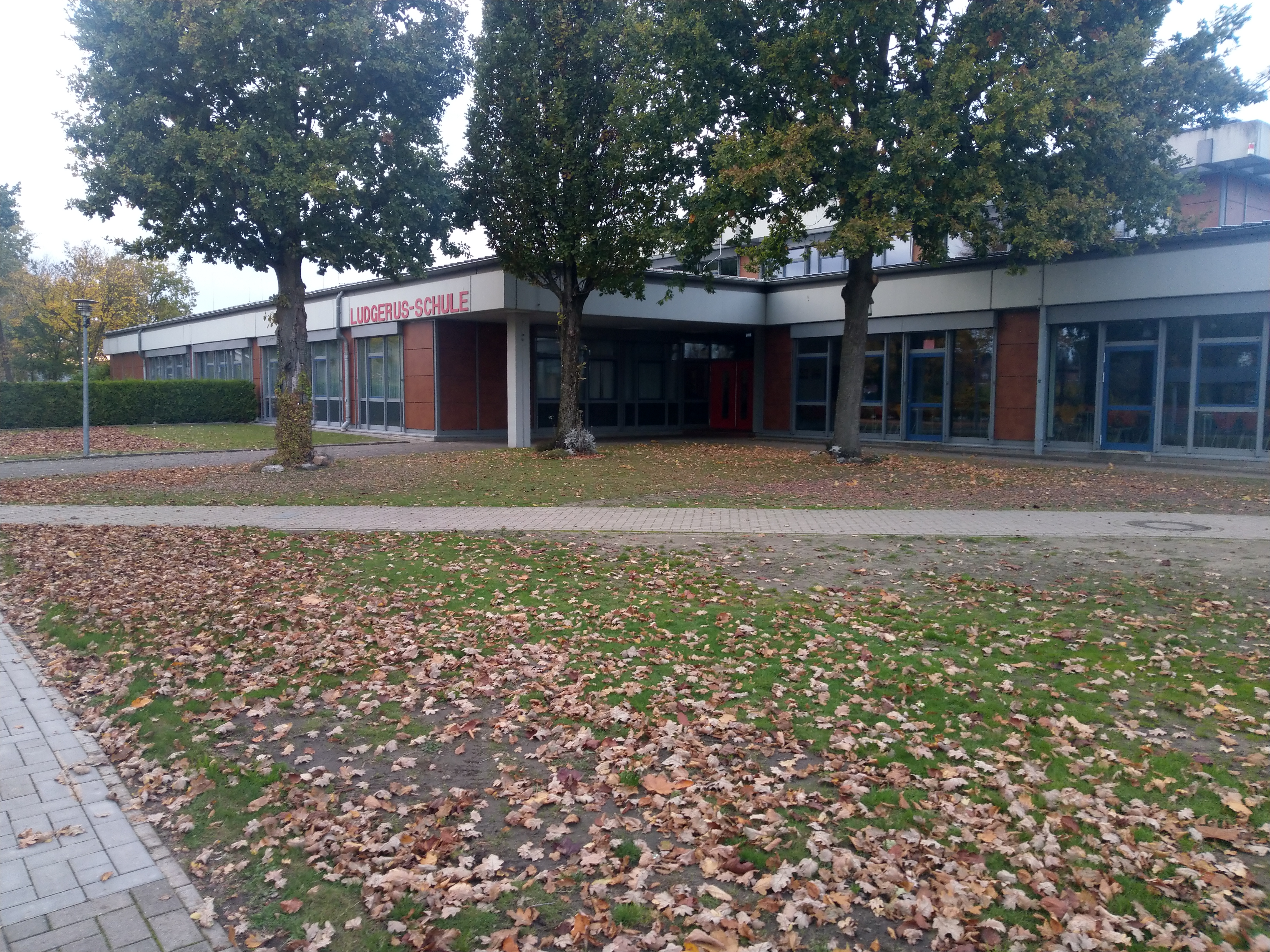
Südeingang der Ludgerus-Schule

## Schulprofil
Die Schule ist eine gebundene Ganztagsschule, von Montag bis Donnerstag beginnt der Unterricht um 8:00 Uhr und endet um 15:30 Uhr, freitags endet der Unterricht um 12:25 Uhr. Seit 2021 wird an der Schule ein speziell ausgebildeter Schulhund eingesetzt, der die Lehrkräfte bei ihrer pädagogischen Arbeit unterstützt.